# Urban II.
Urban II. (1042. – 29. srpnja 1099.), rođen kao Eudes de Lagery bio je papa od 12. ožujka 1088. do 29. srpnja 1099. Za papu je izabran na papinskoj konklavi 1088. godine. U povijesti je ostao upamćen kao pokretač Prvog križarskog rata (1095. – 1099.) i reformator  Rimske kurije koju je ustrojio poput vladarskog dvora, kako bi olakšao vođenje Crkve.

## Životopis
Rodio se u Lageryu (Francuska) u plemićkoj obitelji, te je bio crkveno obrazovan.  Godine 1078., papa Grgur VII. pozvao ga je u Italiju i zaredio za  kardinala.  
Bio je jedan od onih koji su najžešće i najaktivnije podržavali reforme pape Grgura VII., posebice kao papin izaslanik u Njemačkoj 1084., a Grgur VII. ga je označio i kao jednog od njegovih mogućih nasljednika.
Međutim, poslije smrti  Grgura VII. za njegovog nasljednika izabran je Desiderije, gvardijan samostana Monte Cassino, koji će postati papa Viktor III. (1086. – 1087.). Nakon njegove kratke vladavine u ožujku 1088. za papu je aklamacijom izabran Eudes de Lagery koji si uzima papinsko ime Urban II. Kao papa nastavio je politiku Grgura VII provodeći ju odlučno, ali i pokazujući veliku fleksibilnost i diplomatsku profinjenost.
Papa Urban II. beatificiran je 1881. godine, a njegov blagdan slavi se 29. srpnja.